# Castell de Duocastella
El Castell de Duocastella és un edifici de Sora (Osona) declarat Bé Cultural d'Interès Nacional.

## Descripció
Només es veuen restes de fonaments i murs de poques filades. Aquestes restes de murs conformarien una estructura de muralla de grans dimensions que envoltaria la pràctica totalitat del pla del turó. Es pot observar el que seria una torre a la zona sud-oest, amb alguna obertura a mode d'espitllera. Per altra banda, a la zona interior, també s'aprecien restes de murs coberts per la vegetació i el sediment acumulat. Malgrat tot, és possible resseguir sobretot el tancament de ponent de la fortificació, confeccionat amb carreus treballats de mida mitjana en una alçada d'entre 4 i 6 filades. Al turó a part de les restes del castell es documenten ceràmiques d'època ibèrica, amb algunes importacions com ara ceràmica vernís negre que podrien correspondre a un suposat poblament d'època ibèrica instal·lat en aquesta zona.

## Història
Castell termenat. Documentat el 1023. Dit també castell de Rocafiguera, per trobar-se prop d'aquest mas. L'any 1224 Bernat de Manlleu deixa a la seva mort sense hereus el castell a l'ordre hospitaler. El 1336 després de nombrosos conflictes, el castell passà a mans del senyor de Sant Agustí. El 1358 el Rei Pere el Cerimoniós ven el castell a Guillem Sa Sala. El 1628 els Sa Sala es vengueren el castell a la família Descatllar, aleshores senyors de Besora i Montesquiu.